# Најак (Њујорк)
Најак (енгл. Nyack) град је у америчкој савезној држави Њујорк.

## Демографија
По попису из 2010. године број становника је 6.765, што је 28 (0,4%) становника више него 2000. године.
| Група             | 2000.         | 2010.         |
| Белци             | 4.001 (59,4%) | 3.859 (57,0%) |
| Афроамериканци    | 1.774 (26,3%) | 1.622 (24,0%) |
| Азијати           | 163 (2,4%)    | 271 (4,0%)    |
| Хиспаноамериканци | 577 (8,6%)    | 942 (13,9%)   |
| Укупно            | 6.737         | 6.765         |